# Le Jardin secret (Chesterton)
Pour les articles homonymes, voir Le Jardin secret.
Le Jardin secret (The Secret Garden) est une nouvelle policière écrite par G. K. Chesterton. Elle paraît pour la première fois en 1910 dans le magazine The Story-Teller avant d'être insérée, en juillet 1911, dans le recueil La Clairvoyance du père Brown.
La nouvelle policière met en vedette le père Brown et l'inspecteur français Aristide Valentin déjà présent dans La Croix bleue, nouvelle précédente du recueil.

## Résumé
Après avoir assisté à une exécution capitale dans le cadre de ses fonctions, Aristide Valentin, chef de la police française, arrive précipitamment chez lui pour assumer son rôle d'hôte d'une soirée mondaine. Se trouvent déjà plusieurs de ses invités, exception faite du millionnaire américain Julius K. Brayne, qui séjourne en France, et en l'honneur de qui est donnée cette soirée. Homme singulier, ce Brayne a jeté pendant des années son argent par les fenêtres en faisant d'énormes donations à d'obscures sectes religieuses ou en cherchant à susciter l'avènement d'un Shakespeare américain. Peu avant que sonne la cloche du dîner, l'invité de marque fait son entrée. C'est un gaillard impressionnant, aussi gros que grand, aux cheveux blancs, mais sans aucun signe tapageur signalant sa fortune. Sa bonne humeur déride un peu les invités tendus, notamment Lord Galloway qui n'apprécie guère la présence dans ce cercle de l'aventurier O'Brian qu'il a déjà dû éloigner de sa fille, craignant une mésalliance.
Après le repas, les convives s'égaient dans la somptueuse demeure. Lord Galloway s'aperçoit avec dépit que sa fille et l'aventurier sont tous deux absents des salons. Il se lance à leur recherche et les surprend ensemble au jardin. Irrité, il fonce sur O'Brian, mais bute sur un cadavre étendu dans l'obscurité. L'inspecteur Valentin est prévenu. Il fait venir le Dr Simon pour examiner le corps, mais quand le médecin le soulève, la tête s'en détache. Personne ne reconnaît ce visage. Qui est donc cet inconnu ? Et comment a-t-il pu entrer dans ce jardin ceint d'un haut mur ? Ivan, le valet de la maison qui a pour fonction de se tenir à la porte et de surveiller les entrées et sorties, est formel : il n'a jamais vu cet homme. Persuadé que le coupable se trouve dans la maison, et bien décidé à éclaircir le mystère avant d'ébruiter l'affaire et causer un scandale, l'inspecteur Valentin interdit à quiconque de sortir de sa demeure, sauf Ivan qu'il envoie enquêter de l'autre côté du mur. Mais pendant que l'enquêteur français se perd en conjectures, un de ses invités, le petit, insignifiant et discret père Brown a déjà compris que la tête et le corps n'appartiennent pas au même individu, et que c'est le milliardaire qu'on vient d'assassiner. Le lendemain matin, à la surprise générale, il démasque le coupable et révèle le motif de ce sordide assassinat.

## Éditions
- The Secret Garden, The Story-Teller, Londres, octobre 1910 ;
- The Secret Garden, in The Innocence of Father Brown, Cassell & Co., Londres, 1911.

Éditions françaises
- Le Jardin secret (traduction d'Émile Cammaerts), dans L'Abbé Brown, Paris, Perrin, 1914 ;
- Le Jardin secret (traduction d'Émile Cammaerts), dans La Clairvoyance de père Brown, Paris, Perrin, 1919 ;
- Le Jardin secret (traduction d'Émile Cammaerts), dans La Clairvoyance de père Brown, Paris, Julliard, « P.J. bis », 1971 ;
- Le Jardin secret (traduction d'Émile Cammaerts), dans La Clairvoyance de père Brown, Paris, Cercle du Bibliophile, « Les Chefs-d'œuvre du roman policier » no 30, 1974 ;
- Le Jardin secret (traduction d'Émile Cammaerts), dans La Clairvoyance de père Brown, Paris, UGE, « 10/18 » no 1562, 1983 ;
- Le Jardin secret (traduction d'Émile Cammaerts, révisée par Anne Guillaume), dans Les Enquêtes du père Brown, Paris, Omnibus, 2008. Traduction intégrale.